# Список метрополітенів за протяжністю ліній
Нижче наводиться список метрополітенів світу за загальною протяжністю ліній станом на липень 2019 року.

## Список
| Місто                         | Метрополітен | Рік відкриття | Ліній | Станцій | Протяжність, км |
| ----------------------------- | --- | ------------- | ----- | ------- | --------------- |
| Шанхай                        | Шанхайський метрополітен (також обслуговує Куньшань) | 1993          | 16    | 413     | 676             |
| Пекін                         | Пекінський метрополітен | 1969          | 22    | 391     | 628             |
| Гуанчжоу                      | Метрополітен Гуанчжоу (також обслуговує Фошань) | 1997          | 14    | 257     | 478             |
| Лондон                        | Лондонський метрополітен (також обслуговує Вотфорд, Лаутон, Чешем, Рікмензвет, Амершем, Чигвелл, Еппінг та Бакгерст-Гілл) | 1863          | 11    | 270     | 402             |
| Сеул                          | Сеульський метрополітен (також обслуговує Інчхон, Соннам, Пучхон, Ийджонбу та Кванмйон) | 1974          | 18    | 429     | 393             |
| Москва                        | Московський метрополітен (також обслуговує Котельники, Люберці, Красногорськ та Реутов) | 1935          | 15    | 230     | 397             |
| Нанкін                        | Нанкінський метрополітен | 2005          | 10    | 159     | 377             |
| Делі                          | Делійський метрополітен | 2002          | 8     | 250     | 343,4           |
| Нью-Йорк                      | Нью-Йоркський метрополітен | 1904          | 26    | 468     | 337             |
| Ухань                         | Уханьський метрополітен | 2004          | 9     | 216     | 318,3           |
| Токіо                         | Токійський метрополітен | 1927          | 13    | 290     | 310,3           |
| Мадрид                        | Мадридський метрополітен (також обслуговує Мостолес, Фуенлабраду, Леганес, Алькоркон, Хетафе, Алькобендас, Косладу, Сан-Себастьян-де-лос-Реєс, Рівас-Васіамадрид, Агранду-дель-Рей та Сан-Фернандо-де-Енарес) | 1919          | 13    | 302     | 293             |
| Шеньчжень                     | Шеньчженьський метрополітен | 2004          | 8     | 198     | 286,2           |
| Ченду                         | Метрополітен Ченду | 2010          | 6     | 171     | 226             |
| Мехіко                        | Метрополітен Мехіко | 1969          | 12    | 195     | 225,9           |
| Париж                         | Паризький метрополітен (також обслуговує Аньєр-сюр-Сен, Баньоле, Бобіньї, Булонь-Біянкур, Венсенн, Вільжуїф, Женнвільє, Іврі-сюр-Сен, Іссі-ле-Муліно, Кліші, Кретей, Курбевуа, Ла-Курнев, Ле-Кремлен-Бісетр, Ле-Ліла, Леваллуа-Перре, Малакофф, Мезон-Альфор, Монруж, Монтрей, Нейї-сюр-Сен, Обервільє, Пантен, Пюто, Сен-Дені, Сен-Манде, Сент-Уан, Шарантон-ле-Пон та Шатійон) | 1900          | 16    | 303     | 219,9           |
| Тяньцзінь                     | Тяньцзіньський метрополітен | 1984          | 6     | 155     | 216,7           |
| Чунцин                        | Чунцінський метрополітен | 2005          | 6     | 111     | 213,3           |
| Сінгапур                      | Сінгапурський метрополітен | 1987          | 4     | 141     | 199             |
| Вашингтон                     | Вашингтонський метрополітен (також обслуговує Арлінгтон, Александрію, Сілвер-Спрінг, Бетесду, Роквілл, Рестон, Маклейн, Вітон, Норт-Бетесду, Колледж-Парк, Спрингфілд, Сьютленд, Гринбелт, Ландовер, Ферфакс, Тайсонс-Корнер, Гаяттсвілл, В'єнну, Нью-Карролтон та Ларго) | 1976          | 6     | 91      | 188             |
| Тегеран                       | Тегеранський метрополітен (також обслуговує Кередж) | 1999          | 5     | 107     | 178             |
| Гонконг                       | Гонконзький метрополітен | 1979          | 7     | 84      | 174,4           |
| Чикаго                        | Чиказький метрополітен (також обслуговує Сісеро, Еванстон, Скокі, Оук-Парк, Вілметт та Форест-Парк) | 1892          | 8     | 144     | 171             |
| Циндао                        | Метрополітен Циндао | 2015          | 4     | 82      | 169,4           |
| Сан-Франциско                 | Метрополітен Затоки Сан-Франциско (також обслуговує Окленд, Берклі, Фремонт, Волнат-Крік, Дублін та Плезантон) | 1972          | 5     | 46      | 167             |
| Берлін                        | Берлінський метрополітен | 1902          | 9     | 173     | 152             |
| Далянь                        | Даляньський метрополітен | 2003          | 4     | 68      | 150,4           |
| Валенсія                      | Метрополітен Валенсії (також обслуговує Вільянуева-де-Кастельйон, Бетера та Льїрія) | 1988          | 10    | 171     | 143,8           |
| Сантьяго                      | Метрополітен Сантьяго | 1975          | 7     | 136     | 139,7           |
| Ханчжоу                       | Метрополітен Ханчжоу | 2012          | 4     | 90      | 135,4           |
| Чженчжоу                      | Метрополітен Чженчжоу | 2013          | 4     | 88      | 134,1           |
| Пусан                         | Пусанський метрополітен (також обслуговує Янсан) | 1985          | 5     | 128     | 131,9           |
| Тайбей                        | Тайбейський метрополітен (також обслуговує Новий Тайбей) | 1996          | 5     | 121     | 131,7           |
| Осака                         | Осакський метрополітен (також обслуговує Сакай, Хіґаші-Осаку, Суйту, Яо, Моріґучі та Кадому) | 1933          | 8     | 123     | 129, 9          |
| Сіань                         | Сіаньський метрополітен | 2011          | 4     | 95      | 126             |
| Барселона                     | Барселонський метрополітен (також обслуговує Л'Успіталет-да-Любрагат, Бадалону, Санта-Кулому-да-Ґраманет, Сант-Адрію-да-Базос, Курналю-да-Любрагат, Асплугас-да-Любрагат та Монказу-і-Рашяк) | 1924          | 12    | 198     | 123,7           |
| Сучжоу                        | Метрополітен Сучжоу | 2012          | 3     | 97      | 118,9           |
| Санкт-Петербург               | Петербурзький метрополітен (також обслуговує Муріно) | 1955          | 5     | 69      | 118,6           |
| Стамбул                       | Стамбульський метрополітен | 1989          | 6     | 89      | 115,3           |
| Стокгольм                     | Стокгольмський метрополітен (також обслуговує Гуддінге, Ботчирку, Сульну, Сундбіберг та Дандерид) | 1950          | 3     | 100     | 106             |
| Гамбург                       | Гамбурзький метрополітен (також обслуговує Нордерштедт, Аренсбург, Аммерсбек та Гроссгансдорф) | 1912          | 4     | 91      | 104,7           |
| Мюнхен                        | Мюнхенський метрополітен (також обслуговує Гархінг) | 1971          | 8     | 96      | 103             |
| Мілан                         | Міланський метрополітен | 1964          | 4     | 113     | 100             |
| Нагоя                         | Метрополітен Наґої | 1957          | 6     | 83      | 93,3            |
| Нінбо                         | Метрополітен Нінбо | 2014          | 3     | 66      | 91,3            |
| Сан-Паулу                     | Метрополітен Сан-Паулу | 1974          | 5     | 79      | 89,8            |
| Шеньян                        | Шеньянський метрополітен | 2010          | 3     | 70      | 88,7            |
| Куньмін                       | Куньмінський метрополітен | 2012          | 4     | 59      | 87,2            |
| Осло                          | Метрополітен Осло | 1966          | 6     | 101     | 85              |
| Чанша                         | Метрополітен Чанша | 2014          | 3     | 68      | 83,6            |
| Відень                        | Віденський метрополітен | 1976          | 5     | 109     | 83,1            |
| Афіни                         | Афінський метрополітен | 1904          | 3     | 65      | 81,3            |
| Наньнін                       | Наньнінський метрополітен | 2016          | 3     | 65      | 80,5            |
| Ванкувер                      | Ванкуверський метрополітен | 1985          | 3     | 53      | 79,6            |
| Ньюкасл-апон-Тайн, Сандерленд | Метрополітен Тайн-енд-Віру | 1980          | 2     | 60      | 77,7            |
| Каїр                          | Каїрський метрополітен | 1987          | 3     | 64      | 77,4            |
| Атланта                       | Метрополітен Атланти | 1979          | 4     | 38      | 77              |
| Торонто                       | Метрополітен Торонто | 1954          | 4     | 75      | 76,9            |
| Дубай                         | Дубайський метрополітен | 2009          | 2     | 47      | 74,6            |
| Бухарест                      | Бухарестський метрополітен | 1979          | 4     | 53      | 71,4            |
| Київ                          | Київський метрополітен | 1960          | 3     | 52      | 69,648          |
| Монреаль                      | Монреальський метрополітен | 1966          | 4     | 68      | 69,2            |
| Чанчунь                       | Чанчуньський метрополітен | 2002          | 4     | 60      | 68,8            |
| Прага                         | Празький метрополітен | 1974          | 3     | 61      | 65,5            |
| Анкара                        | Метрополітен Анкари | 1996          | 5     | 56      | 64,4            |
| Бостон                        | Бостонський метрополітен (також обслуговує Кембридж, Квінсі, Ньютон, Сомервіль, Молден, Бруклайн, Медфорд, Ревір, Брейнтрі та Мілтон) | 1897          | 3     | 54      | 63,9            |
| Наньчан                       | Наньчанський метрополітен | 2015          | 2     | 52      | 60,2            |
| Рим                           | Римський метрополітен | 1955          | 3     | 74      | 60              |
| Тегу                          | Метрополітен Тегу | 1997          | 2     | 61      | 59,8            |
| Інчхон                        | Метрополітен Інчхону | 1999          | 2     | 56      | 58,5            |
| Ріо-де-Жанейро                | метрополітен Ріо-де-Жанейро | 1979          | 3     | 41      | 58              |
| Йокогама                      | Йокогамський метрополітен | 1972          | 3     | 48      | 57,6            |
| Усі                           | Метрополітен Усі | 2014          | 2     | 46      | 56,1            |
| Бангкок                       | Метрополітен Бангкока | 1999          | 3     | 53      | 55,6            |
| Фучжоу                        | Метрополітен Фучжоу | 2016          | 2     | 43      | 55,5            |
| Роттердам                     | Роттердамський метрополітен | 1968          | 5     | 62      | 55,3            |
| Клівленд                      | Метрополітен Клівленда | 1955          | 3     | 49      | 54              |
| Таоюань                       | Таоюаньський метрополітен | 2017          | 1     | 21      | 53,1            |
| Каракас                       | Метрополітен Каракаса | 1983          | 3     | 48      | 52,4            |
| Хефей                         | Хефейський метрополітен | 2016          | 2     | 47      | 52,4            |
| Амстердам                     | Амстердамський метрополітен (також обслуговує Даувендрехт та Дімен) | 1977          | 5     | 58      | 52,2            |
| Буенос-Айрес                  | Метрополітен Буенос-Айреса | 1913          | 6     | 83      | 51,5            |
| Більбао                       | Метрополітен Більбао | 1995          | 3     | 47      | 49,2            |
| Саппоро                       | Метрополітен Саппоро | 1971          | 3     | 49      | 48              |
| Лісабон                       | Лісабонський метрополітен | 1959          | 4     | 55      | 45,5            |
| Лілль                         | Лілльський метрополітен (також обслуговує Васкеаль, Вільнев-д'Аск, Круа Ламберсар, Монс-ан-Барель, Рубе та Туркуен) | 1983          | 2     | 62      | 45              |
| Порту-Алегрі                  | Метрополітен Порту-Алегрі | 1985          | 2     | 22      | 43,4            |
| Вальпараїсо                   | Метрополітен Вальпараїсо | 2005          | 1     | 20      | 43              |
| Гаосюн                        | Гаосюнський метрополітен | 2008          | 2     | 38      | 42,7            |
| Бразиліа                      | Метрополітен Бразиліа | 2001          | 2     | 24      | 42,4            |
| Бенґалуру                     | Бангалорський метрополітен | 2011          | 2     | 41      | 41,3            |
| Філадельфія                   | Філадельфійський метрополітен | 1907          | 2     | 53      | 40,9            |
| Шицзячжуан                    | Шицзячжуанський метрополітен | 2017          | 2     | 32      | 40,7            |
| Софія                         | Софійський метрополітен | 1998          | 2     | 35      | 40              |
| Брюссель                      | Брюссельський метрополітен | 1976          | 4     | 59      | 39,9            |
| Ресіфі                        | Метрополітен Ресіфі | 1985          | 3     | 28      | 39,5            |
| Маямі                         | Метрополітен Маямі | 1984          | 2     | 23      | 39,3            |
| Бурса                         | Метрополітен Бурси | 2002          | 2     | 38      | 38,9            |
| Будапешт                      | Будапештський метрополітен | 1896          | 4     | 52      | 38,2            |
| Харків                        | Харківський метрополітен | 1975          | 3     | 30      | 38,1            |
| Кобе                          | Метрополітен Кобе | 1977          | 2     | 28      | 38,1            |
| Дунгуань                      | Дунгуаньський метрополітен | 2016          | 1     | 15      | 37,8            |
| Нюрнберг                      | Нюрнберзький метрополітен (також обслуговує Фюрт) | 1972          | 3     | 50      | 37,1            |
| Мінськ                        | Мінський метрополітен | 1984          | 2     | 29      | 37,3            |
| Панама                        | Панамський метрополітен | 2014          | 2     | 30      | 36,8            |
| Баку                          | Бакинський метрополітен | 1967          | 3     | 25      | 36,6            |
| Ташкент                       | Ташкентський метрополітен | 1977          | 3     | 29      | 36,2            |
| Гельсінкі                     | Гельсінський метрополітен (також обслуговує Еспоо) | 1982          | 1     | 25      | 35              |
| Неаполь                       | Метрополітен Неаполя | 1993          | 3     | 32      | 34,7            |
| Фошань                        | Фошаньський метрополітен | 2010          | 1     | 22      | 34,4            |
| Гуйян                         | Ґуйянський метрополітен | 2017          | 1     | 24      | 33              |
| Медельїн                      | Метрополітен Медельїна | 1995          | 3     | 28      | 32              |
| Ліон                          | Ліонський метрополітен (також обслуговує Венісьє, Віллербанн, Во-ан-Велен, Калюїр-е-Кюїр та Уллен) | 1978          | 4     | 44      | 31,8            |
| Харбін                        | Харбінський метрополітен | 2013          | 2     | 27      | 31,5            |
| Кіото                         | Кіотський метрополітен | 1981          | 1     | 32      | 31,2            |
| Монтеррей                     | Монтеррейський метрополітен | 1991          | 2     | 32      | 31              |
| Сямень                        | Сяменьський метрополітен | 2017          | 1     | 24      | 30,3            |
| Гайдарабад                    | Гайдарабадський метрополітен | 2017          | 2     | 24      | 30              |
| Фукуока                       | Фукуокський метрополітен | 1981          | 3     | 35      | 29,8            |
| Варшава                       | Варшавський метрополітен | 1995          | 2     | 28      | 29,2            |
| Сендай                        | Сендайський метрополітен | 1987          | 2     | 30      | 28,7            |
| Белу-Оризонті                 | Метрополітен Белу-Оризонті | 1986          | 2     | 19      | 28,2            |
| Тулуза                        | Тулузький метрополітен (також обслуговує Бальма та Рамонвіль-Сент-Ань) | 1993          | 2     | 39      | 28,2            |
| Калькутта                     | Калькуттський метрополітен | 1984          | 1     | 24      | 28,1            |
| Лос-Анджелес                  | Метрополітен Лос-Анджелеса | 1993          | 2     | 16      | 28              |
| Ченнаї                        | Метрополітен Ченнаї | 1995          | 2     | 21      | 27,9            |
| Салвадор                      | Салвадорський метрополітен | 2012          | 2     | 19      | 27,6            |
| Урумчі                        | Метрополітен Урумчі | 2018          | 1     | 21      | 27,6            |
| Тбілісі                       | Тбіліський метрополітен | 1966          | 2     | 23      | 27,3            |
| Цзінань                       | Цзінаньський метрополітен | 2019          | 1     | 11      | 26,3            |
| Ланьчжоу                      | Метрополітен Ланьчжоу | 2019          | 1     | 19      | 25,9            |
| Балтимор                      | Метрополітен Балтимора | 1983          | 1     | 14      | 24,8            |
| Санто-Домінго                 | Метрополітен Санто-Домінго | 2008          | 2     | 30      | 24,8            |
| Гвадалахара                   | Гвадалахарський метрополітен | 1989          | 2     | 29      | 24,3            |
| Форталеза                     | Форталезський метрополітен | 2012          | 1     | 18      | 24,1            |
| Мешхед                        | Мешхедський метрополітен | 2011          | 1     | 24      | 24              |
| Лакхнау                       | Метрополітен Лакхнау | 2017          | 1     | 22      | 23,7            |
| Теджон                        | Метрополітен Теджона | 2006          | 1     | 22      | 22,6            |
| Пхеньян                       | Пхеньянський метрополітен | 1973          | 2     | 16      | 22,5            |
| Ліма                          | Лімський метрополітен | 2001          | 1     | 16      | 21,5            |
| Марсель                       | Марсельський метрополітен | 1977          | 2     | 28      | 21,5            |
| Нижній Новгород               | Нижньогородський метрополітен | 1985          | 2     | 16      | 21,3            |
| Копенгаген                    | Копенгагенський метрополітен | 2002          | 2     | 22      | 21              |
| Кванджу                       | Метрополітен Кванджу | 2004          | 1     | 19      | 20,1            |
| Ізмір                         | Ізмірський метрополітен | 2000          | 1     | 17      | 20,1            |
| Севілья                       | Севільський метрополітен | 2009          | 1     | 22      | 18,6            |
| Алжир                         | Алжирський метрополітен | 2011          | 1     | 19      | 18,5            |
| Хіросіма                      | Хіросімський метрополітен | 1994          | 1     | 21      | 18,4            |
| Кочі                          | Метрополітен Кочі | 2017          | 1     | 16      | 18,4            |
| Мекка                         | Метрополітен Мекки | 2010          | 1     | 15      | 18,1            |
| Кривий Ріг                    | Криворізький метротрам | 1986          | 1     | 11      | 17,7            |
| Волгоград                     | Волгоградський метротрам | 1984          | 1     | 22      | 17,3            |
| Сан-Хуан                      | Метрополітен Сан-Хуана | 2004          | 1     | 16      | 17,2            |
| Казань                        | Казанський метрополітен | 2005          | 1     | 11      | 16,9            |
| Новосибірськ                  | Новосибірський метрополітен | 1986          | 2     | 13      | 15,9            |
| Пальма                        | Метрополітен Палми | 2007          | 1     | 16      | 15,5            |
| Лозанна                       | Лозаннський метрополітен | 1991          | 2     | 29      | 13, 7           |
| Брешія                        | Метрополітен Брешії | 2013          | 1     | 17      | 13,7            |
| Терезіна                      | метро Терезіни | 1991          | 1     | 9       | 13,5            |
| Адана                         | Метрополітен Адани | 2009          | 1     | 13      | 13,5            |
| Вупперталь                    | Вуппертальська підвісна дорога | 1901          | 1     | 20      | 13,3            |
| Турин                         | Туринський метрополітен | 2006          | 1     | 20      | 13,2            |
| Єкатеринбург                  | Єкатеринбурзький метрополітен | 1991          | 1     | 9       | 12,7            |
| Єреван                        | Єреванський метрополітен | 1981          | 1     | 10      | 12,1            |
| Ґурґаон                       | Ґурґаонське метро | 2013          | 1     | 11      | 11,7            |
| Самара                        | Самарський метрополітен | 1987          | 1     | 10      | 11,6            |
| Мумбаї                        | Мумбайський метрополітен | 2014          | 1     | 12      | 11,4            |
| Алма-Ата                      | Алматинський метрополітен | 2011          | 1     | 9       | 11,3            |
| Глазго                        | Метрополітен Глазго | 1896          | 1     | 15      | 10,4            |
| Джайпур                       | Джайпурський метрополітен | 2015          | 1     | 9       | 9,6             |
| Ренн                          | Реннський метрополітен | 2002          | 1     | 15      | 9,4             |
| Генуя                         | Генуезький метрополітен | 1990          | 1     | 8       | 7,1             |
| Дніпро                        | Дніпровський метрополітен | 1995          | 1     | 6       | 7,1             |
| Катанія                       | Метрополітен Катанії | 1999          | 1     | 9       | 7               |
| Маракайбо                     | Метрополітен Маракайбо | 2006          | 1     | 6       | 6,5             |
| Валенсія                      | Метрополітен Валенсії (Венесуела) | 2006          | 1     | 7       | 6,2             |
| Хайфа                         | Кармеліт | 1959          | 1     | 6       | 1,8             |